# القصبية
القصبية هي إحدى القرى المحتلة والمدمرة التابعة لمركز الخشنية التابع لمحافظة القنيطرة في هضبة الجولان بجنوب غرب سوريا.